# Título de libertad de Sigena

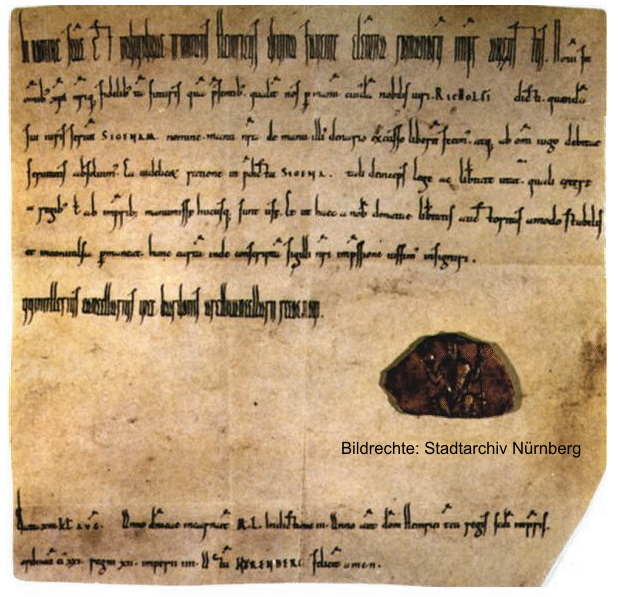
TÍtulo de Liberación de Sigena

Se trata de un certificado expedido el 16 de julio del 1050 por el emperador Enrique III el Negro (1039 a 1056) durante su estadía en Núremberg, que sostuvo durante su viaje a Borgoña.
Es el primer registro histórico que hace mención del nombre de la ciudad de Núremberg , cuando esta ya era un notable asentamiento dentro del Sacro Imperio Romano. Es considerado como el acta de nacimiento de la ciudad

## Historia
Durante un día en la corte, un noble muy respetado llamado Richolf, solicitó al emperador la liberación de una sierva de su propiedad para poder desposarse con ella, pues de no hacerla libre, pesaría la condición de servidumbre sobre su descendencia.
La ceremonia de liberación consistió en que el emperador le arrebatara una moneda de las manos a Richolf, como símbolo de emancipación de la sierva.

## Estructura
Los hechos se registraron en un pergamino de piel, de 27 × 27 cm escrito en latín, en minúscula carolingia tardía.
El documento se trata de una de las muchas plantillas que se utilizaban para estas ceremonias. Contenía espacios vacíos para los nombres del Señor, el siervo y la localidad, que fueron llenados con los nombres de Richolf, Sigena y Noremberc respectivamente, aunque el escritor tuvo que realizar ciertas modificaciones a la plantilla para adecuarla a una sierva de sexo femenino.

## Etimología de la ciudad
El nombre de Noremberc es la conjunción de los vocablos nuorin (‘rocoso’) y berg (‘montaña’), por lo tanto, se debe traducir como ‘montaña rocosa’. Eventualmente el nombre derivó en Nürnberg.